# Abbaye de Saint-Trond
L'abbaye de Saint-Trond, située au cœur de la ville belge de Saint-Trond, est un ancien monastère de moines bénédictins. D'origine mérovingienne et fondé vers 657 par saint Trond sous la forme d'un prieuré, le monastère fut ravagé par les Normands puis relevé cinquante ans plus tard. Il adopta la règle de saint Benoît en devenant abbaye au IXe siècle.
L'abbaye fut réputée pour les pèlerinages qu'elle permettait, et, devenue florissante, elle attira une population qui forma le bourg aujourd’hui appelé Saint-Trond. Au milieu du XIe siècle, une troisième église abbatiale de style roman fut érigée, de grande dimension. Au début du XVIe siècle, un programme de transformations et agrandissements fut mis en chantier, et encore au XVIIIe siècle, l'abbé fit appel au grand architecte religieux Laurent-Benoît Dewez.
Après onze siècles d’existence, l'abbaye fut supprimée et les bâtiments vendus, les moines ayant été chassés par le régime révolutionnaire français. L'église fut immédiatement démolie par les acquéreurs, ces derniers ne laissant debout que la tour.
Au XIXe siècle, un bienfaiteur rachète ce qui reste des bâtiments et les offre aux bénédictins, qui ne sont cependant pas en mesure de les réoccuper. Le diocèse de Liège  y installe son petit séminaire néerlandophone, qui ferme en 1972. Les bâtiments sont ensuite occupés par un collège diocésain néerlandophone dépendant du diocèse de Hasselt.

## Origine et histoire
Trond (ou Trudon), fils de Wicbolde, au retour de Metz où il a été ordonné prêtre bâtit en 656, dans sa propriété de Sarchinium (le quartier de Zerkingen dans la ville de Saint-Trond), un prieuré monastique avec église qui devient le centre de ses activités missionnaires dans la Hesbaye : quelques moines missionnaires vivent avec lui lorsqu’ils ne circulent pas dans la région. Il meurt en 693 et est enterré dans son église.
Eucher d'Orléans y est envoyé en exil, sous la garde du gouverneur Robert, par Charles Martel pour avoir osé lui reprocher l'usurpation des biens d'Église après la bataille de Poitiers (732). Il y meurt en 738.
Ravagé par les Normands en 883, le prieuré se relève une cinquantaine d’années plus tard (938). Le prieuré se développe en monastère, et la communauté adopte la règle de saint Benoît au début du IXe siècle. Un bourg se forme : la population augmente d’autant plus vite que le tombeau du saint fondateur et bienfaiteur attire les pèlerins. Les pèlerinages conduisent à la création de commerces, d’auberges et autres activités commerciales. 

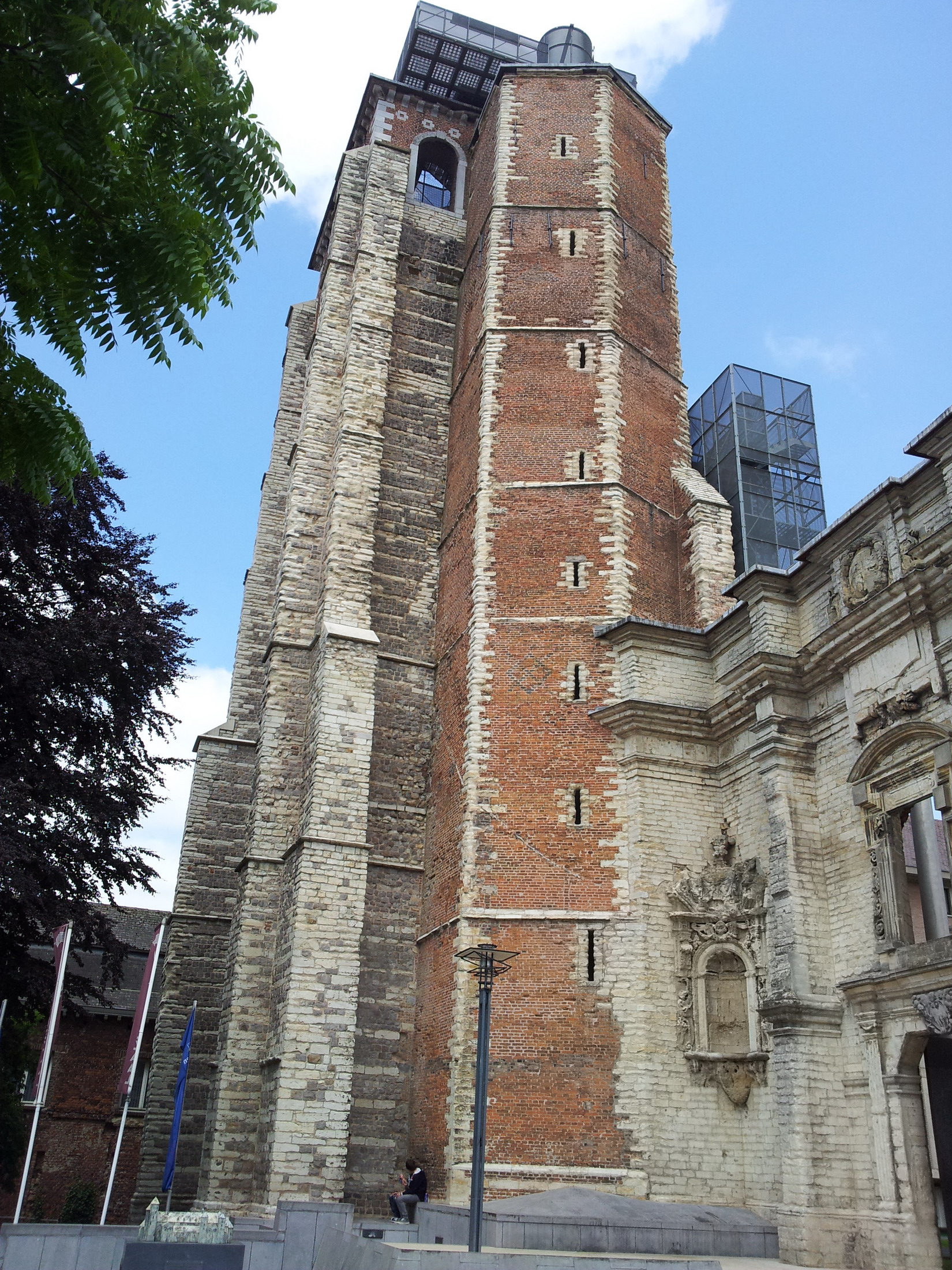
La tour de l'église abbatiale démolie.

Au milieu du XIe siècle, une église abbatiale de style roman est érigée par Adélard II, abbé de 1055 à 1082. L'église (la troisième) est de grande dimension : une centaine de mètres de long et 27 mètres de large au transept. Des vestiges de la haute tour et de la crypte en sont encore visibles. La prospérité fait que l’abbaye est souvent victime des rivalités entre les comtes de Duras et de Louvain qui cherchent à s’approprier son pouvoir. 
L’abbé Wilric van Staepel (1155-1180) fait de Saint-Trond un grand centre de pèlerinage aux tombeaux des saints Trond et Eucher d'Orléans. Les bâtiments claustraux sont achevés. Une école monacale est ouverte qui fournira de nombreux clercs au diocèse de Liège. L’abbaye a le droit de frapper monnaie : un atelier monétaire est créé qui ne sera supprimé qu’en 1560. Au spirituel, cependant, l’abbaye reste subordonnée au diocèse de Metz.

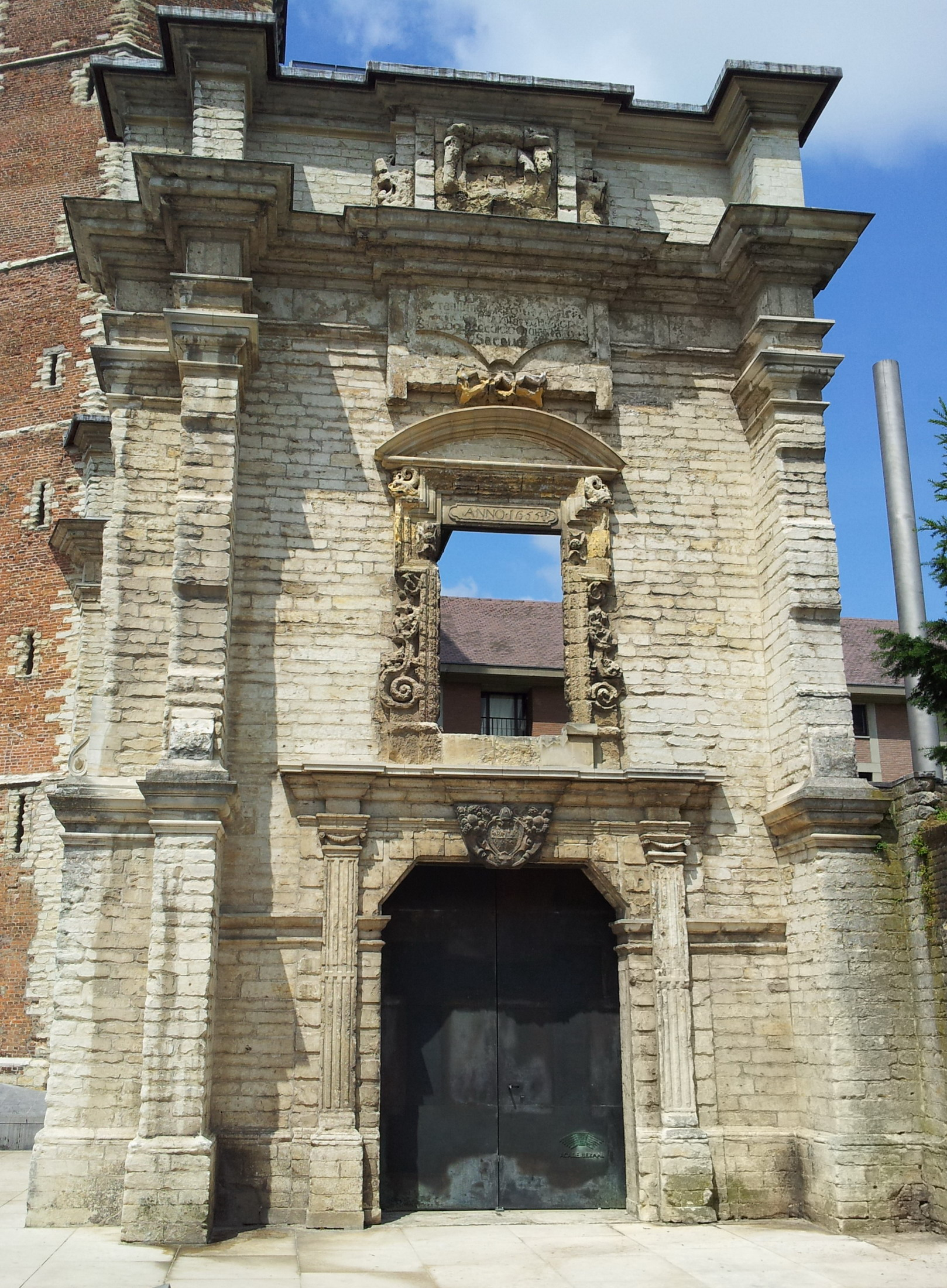
Portail baroque de l'ancienne abbaye (1655).

Au début du XVIe siècle, sous l'abbatiat de Guillaume de Bruxelles, un programme de transformations et agrandissements est mis en chantier. Le domaine est entouré d’un mur d’enceinte et un nouveau palais abbatial est construit. Le portail du mur d’enceinte date de 1655 (abbé Hubert van Sutendael) et est aujourd’hui en ruines. Des clochetons gothiques sont ajoutés à la tour du milieu.
Joseph Van Herck (nl), abbé de 1751 à 1780, fait appel au grand architecte religieux Laurent-Benoît Dewez qui, en 1769, dessine la nouvelle cour d’honneur et les bâtiments qui l’entourent. L'aile gauche de ces bâtiments a une façade imposante et conserve un escalier remarquable dans une vaste cage d'escalier menant aux anciens appartements de l'abbé. Il s'y trouve une remarquable salle impériale (1770) qu'ornent un plafond représentant Joseph recevant ses frères, une cheminée aux armes de l'abbé, et une collection de monnaies et de médailles du Pays de Liège. En 1779, un nouveau clocher gothique élancé remplace ceux construits au siècle précédent. Il sera arraché par une tempête en 1953. 
L'arrivée des révolutionnaires français met cependant fin à l’abbaye. Les derniers moines doivent quitter les lieux. En 1789, l'abbaye est vendue à quatre Liégeois qui démolissent immédiatement l’église, ne laissant debout que la tour. Les bâtiments épargnés sont affectés à d’autres usages.

## Restauration auXIXesiècle
En 1802, un bienfaiteur, Léon de Menten, rachète ce qui reste des bâtiments et les offre aux bénédictins, qui ne sont cependant pas en mesure de les réoccuper. En 1834, le diocèse de Liège installe son petit séminaire néerlandophone dans les anciens bâtiments de l’abbaye.
En 1845, une église de style néo-classique est construite pour le séminaire, à l’endroit où semble-t-il, Saint Trond construisit sa première église, vers 656. La tour de cette nouvelle église date cependant du XIIe siècle avec des parties en briques du XVe siècle. Cette quatrième église disparaît à son tour lors de l’incendie de 1975 : les bâtiments sont ravagés et l’église, avec sa flèche de 1779, est perdue. Dernière catastrophe : en 1992, une explosion détruit ce qui reste du moulin de l’abbaye.
Le petit séminaire est fermé en 1972. Les bâtiments sont occupés aujourd’hui par un collège diocésain néerlandophone dépendant du diocèse de Hasselt (créé en 1967).

## Personnalités
- Saint Eucher d'Orléans (687-743), évêque d'Orléans, a terminé ses jours à l'abbaye.
- Saint Bérégise d'Andage (v. 670-v. 725), fondateur de l'abbaye de Saint-Hubert, a été étudiant à l'école monastique de Saint-Trond.
- Sainte Christine l'Admirable
- Saint Chrodegang de Metz (712-766), évêque de Metz, a été étudiant à l'école monastique de Saint-Trond.
- Rodolphe de Saint-Trond (v. 1070-1138), abbé, compositeur et chroniqueur de l'abbaye.
- Le bienheureux Denys le Chartreux (1402-1471), moine chartreux, mystique et écrivain spirituel a étudié à l'école monastique de l'abbaye.

## Patrimoine architectural
- La tour carrée de l’église abbatiale reste impressionnante, même si mutilée. Haute de 65 mètres elle repose sur une base romane du XIe siècle. Les deux tourelles qui la flanquent et renferment les escaliers, sont de l’époque gothique (XIIIe et XIVe siècles. La partie supérieure avec les baies à claire voie est de style classique.
- Le  porche près de la tour (sur l’image) date de 1655. De style baroque il porte les armes de l’abbé Hubert van Sutendael. Blason et devise de l'abbé Hubrecht de Sutendael-XVIIe siècle.

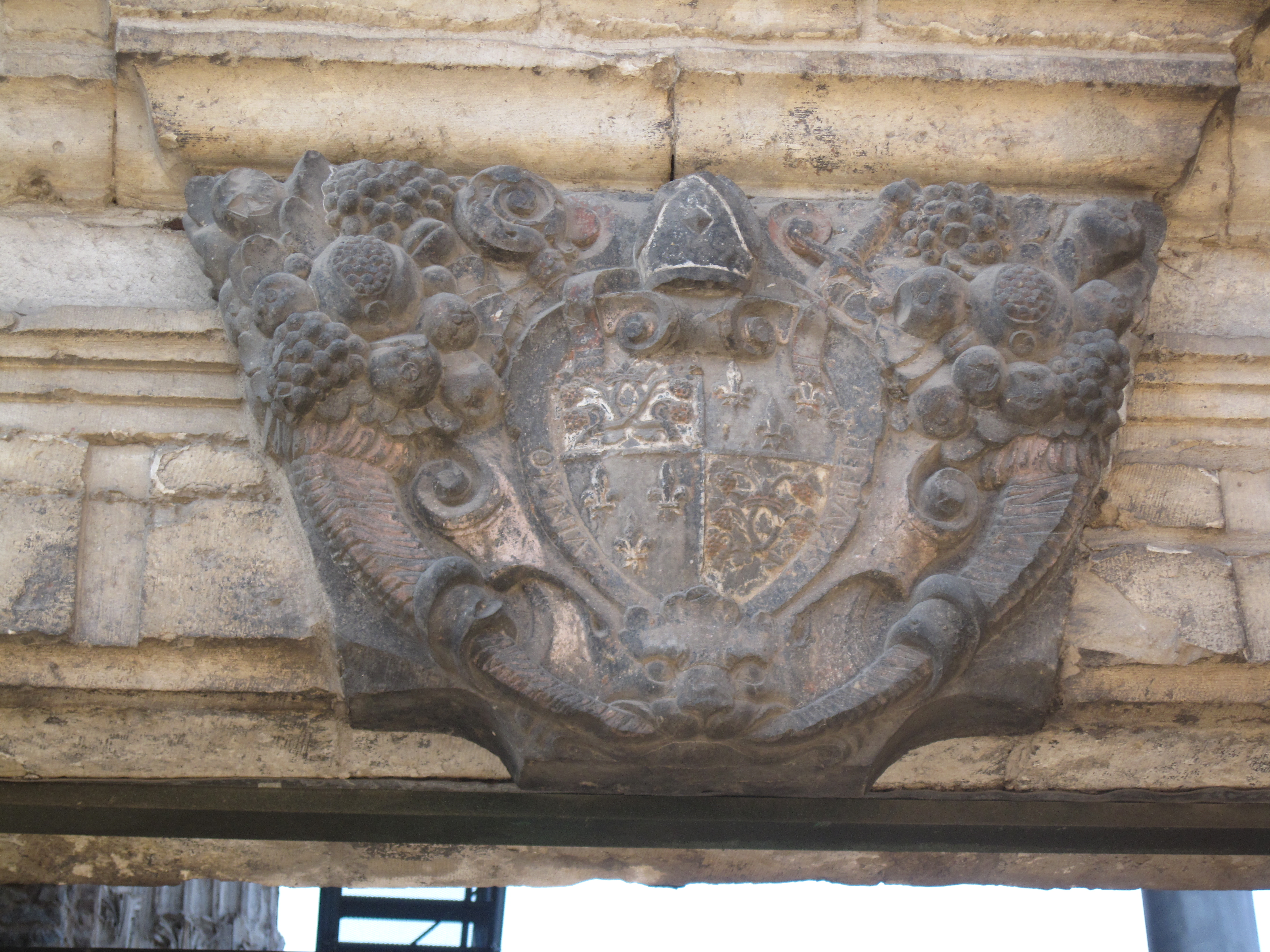
Blason et devise de l'abbé Hubrecht de Sutendael-XVII.

- Le portail (Diesterstraat) qui donne accès à la cour d'honneur porte le millésime de 1779. Œuvre de l’architecte liégeois Jacques-Barthélemy Renoz (1729-1786) il est surmonté d’un bas-relief représentant un miracle légendaire accompli par Saint Trond encore jeune: la guérison d’une femme aveugle (œuvre de Virroux).
- Le palais abbatial, dans la partie nord de la cour d’honneur, est de style Renaissance classique. Construit sous l’abbatiat de Joseph Van Herck au XVIIIe siècle, il comprend une belle salle dite de l’Empereur  dont les fresques murales sont de Giovanni Caldelli (1721-1791), un artiste italien (vers 1770).
- Un refuge abbatial, conservé, est doté d'un remarquable pignon de style pré-renaissance, des moines de l'abbaye d'Averbode.
- D’autres vestiges de l'abbaye sont visibles : l’ancienne grange aux dîmes (XVIIIe siècle), des écuries, la crypte de l’église, l’ancienne ferme et moulin de l’abbaye.

## Autres aspects culturels
L'abbaye a connu une activité intellectuelle intense où œuvrèrent nommément l'abbé Thierry († 1107), hagiographe de saint Trudon, et le chroniqueur Rodolphe de Saint-Trond († 1138).

### Articles liés
- Liste des monastères en Belgique
- Liste des édifices bénédictins en Belgique
- Libert de Saint-Trond